# Dekanat Gryfów Śląski
Dekanat Gryfów Śląski – jeden z 28 dekanatów w rzymskokatolickiej diecezji legnickiej.

## Parafie
W skład dekanatu wchodzi 9 parafii:
- Parafia św. Antoniego Padewskiego – Biedrzychowice
- Parafia św. Michała Archanioła – Giebułtów
- Parafia Imienia Najświętszej Maryi Panny – Grudza
- Parafia św. Jadwigi Śląskiej – Gryfów Śląski
- Parafia Zwiastowania Najświętszej Maryi Panny – Mirsk
- Parafia św. Barbary – Rębiszów
- Parafia Matki Bożej Ostrobramskiej – Rząsiny
- Parafia Podwyższenia Krzyża Świętego – Świeradów-Zdrój
- Parafia św. Józefa Oblubieńca Najświętszej Maryi Panny – Świeradów-Zdrój